# محمد بن أبي بكر الدلائي
مَحمد بن أبي بكر الدلائي (967 هـ / 1560م - 1046 هـ 1636م) شيخ الزاوية الدلائية بالمغرب الأقصى. وهو ابن الشيخ أبو بكر الدلائي بن محمد (حمِّي) أبو عبد الله المجاطي الصنهاجي القاسمي الإدريسي الحسني. نشأ وتعلم بفاس، وحج سنة 1005 هـ فمر بمصر وغيرها. نعته المؤرخ عبد الحي الكتاني في مؤلفه فهرس الفهارس بـ «مفخرة المغرب». وكان الإمام العلامة محمد بن أبي بكر الدلائي عارفا بصحيح البخاري متقنا لضبطه.
توفي بالزاوية.